# Nathanael Wilhelm Rothländer

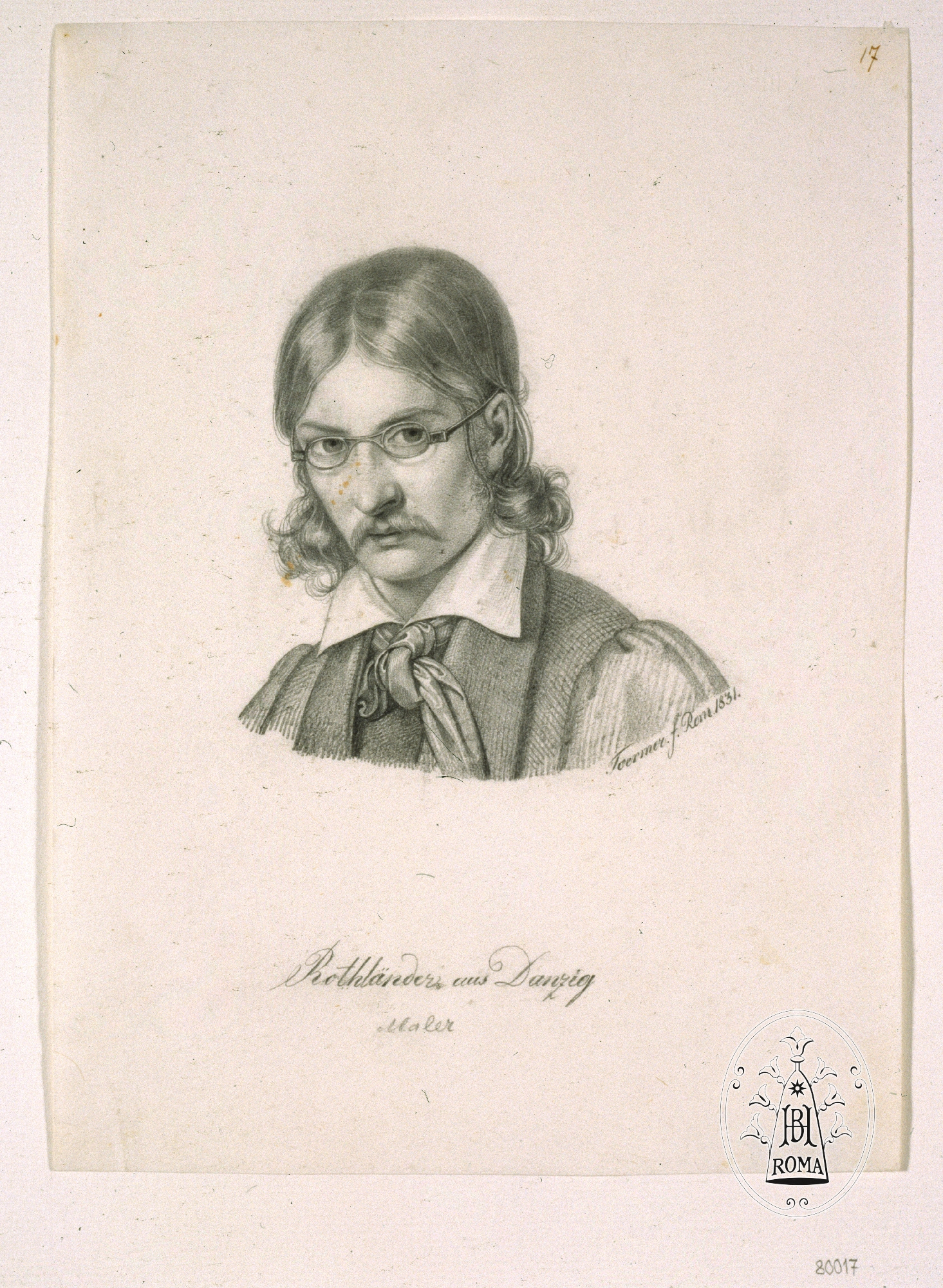
Nathanael Wilhelm Rothländer, 1831 gezeichnet von Benno Friedrich Törmer

Nathanael Wilhelm Rothländer (* 22. Juni 1797 in Danzig; † nach 1831) war ein deutscher Maler in Rom.

## Leben
Nach einer Kaufmannslehre und einem Studium der Malerei an der Berliner Kunstakademie (ab 1820), der Kunstakademie Dresden (ab 1822) und der Kunstakademie München, wo er sich im Dezember 1826 eingeschrieben hatte, zog Rothländer, Sohn eines Danziger Kaufmanns, nach Rom. Dort weilte er von Herbst 1827 bis Februar 1831. In dieser Zeit fungierte er als Kassenwart der Ponte-Molle-Gesellschaft. Er schloss sich den Nazarenern an und konvertierte unter deren Einfluss offenbar zum Katholizismus. Seit 1829 lebte er mit Carl von Bergen und Franz Nadorp in der Via delle Quattro Fontane 88 einer Wohnung. In Rom gehörte er zu den Stiftern einer „Bibliothek der Deutschen“.